# Museu d'Isona i la Conca Dellà
El Museu de la Conca Dellà - Parc Cretaci és un museu de la vila d'Isona (Isona i Conca Dellà, Pallars Jussà).
Està situat dins del nucli de la vila d'Isona, al carrer del Museu, número 4 (codi postal 25650). Disposa del número de telèfon 973.665.062 i del de fax 973.664.228.
Acull dues menes de fons: el corresponent a un museu paleontològic i el d'un museu d'història local. A més, en el vessant paleontològic, dedicat als dinosaures, el Museu fa de centre d'acollida del Parc Cretaci de la Conca Dellà, que té diversos jaciments, com el de la Mare de Déu de la Posa.
Ha fet possible aquest museu, ultra la voluntat i l'esforç d'un grup d'isonencs, la col·laboració de la Direcció General d'Acció Territorial de la Generalitat i dels fons FEDER de la Unió Europea, que coordina el Departament d'Agricultura, Ramaderia i Pesca de la mateixa Generalitat de Catalunya.

## Història
Va iniciar les seves activitats el 1990 com a Museu Municipal. El 1994 va tancar les portes per tal de dur a terme una profunda remodelació, i el mes d'abril del 1995 va reobrir no tan sols com a museu local, sinó com a eix vertebrador del projecte del Parc Cretaci de la Conca Dellà, que d'aleshores ençà no ha aturat el seu desenvolupament.

## Descripció del museu

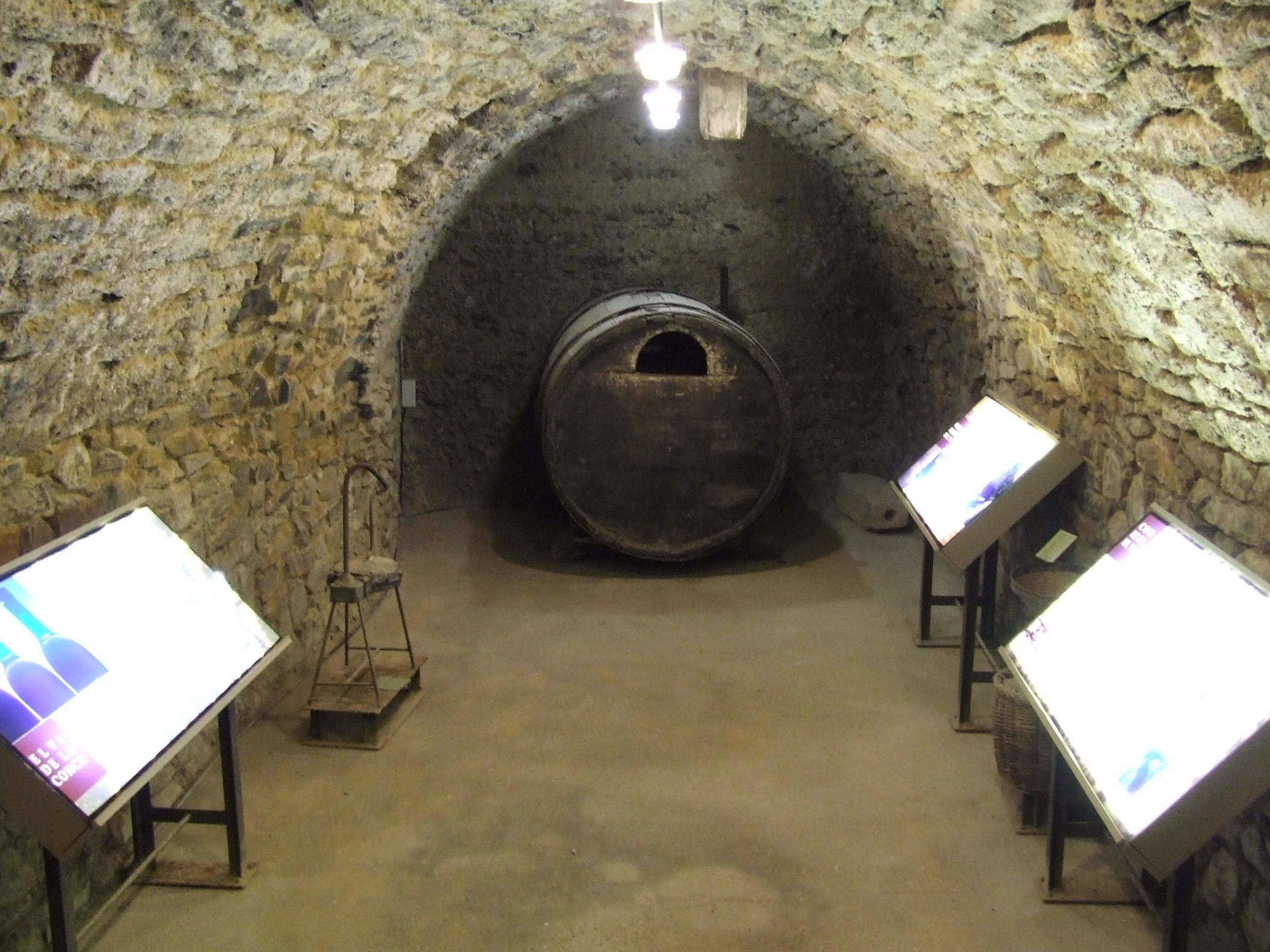
Antic celler, dedicat a la vinya i al vi

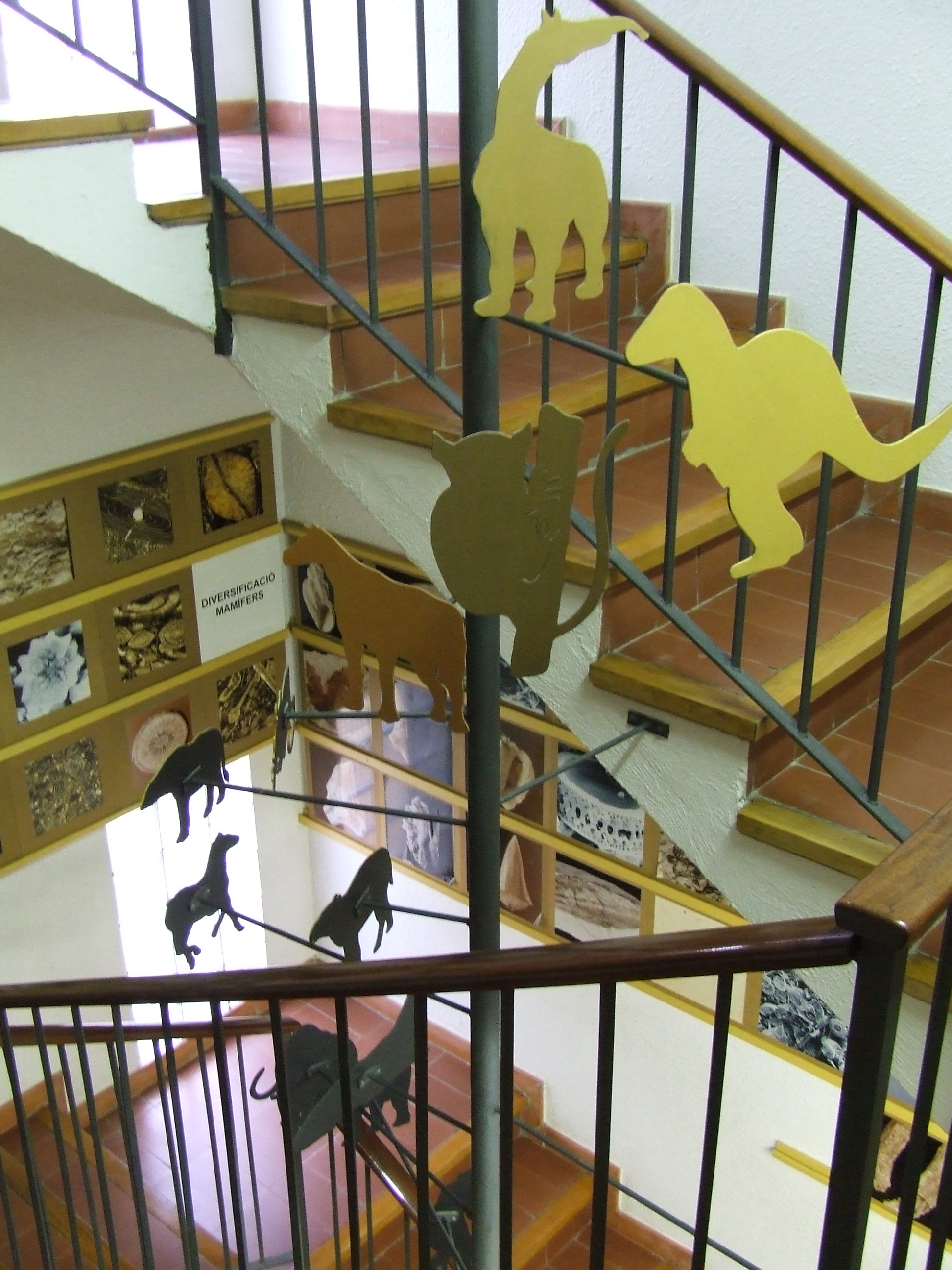
L'escala evolutiva

Actualment, el Museu de la Conca Dellà està dividit en diferents pisos, dins de la vella casa on es troba, una de les que sobrevisqueren els bombardeigs del 1938.
Al soterrani, l'antic celler, hi ha l'espai dedicat a una de les activitats ancestrals de la Conca Dellà: el conreu de la vinya, testimoniada des d'època romana fins als nostres dies, tot i que ha sofert un clar retrocés en el darrer mig segle.

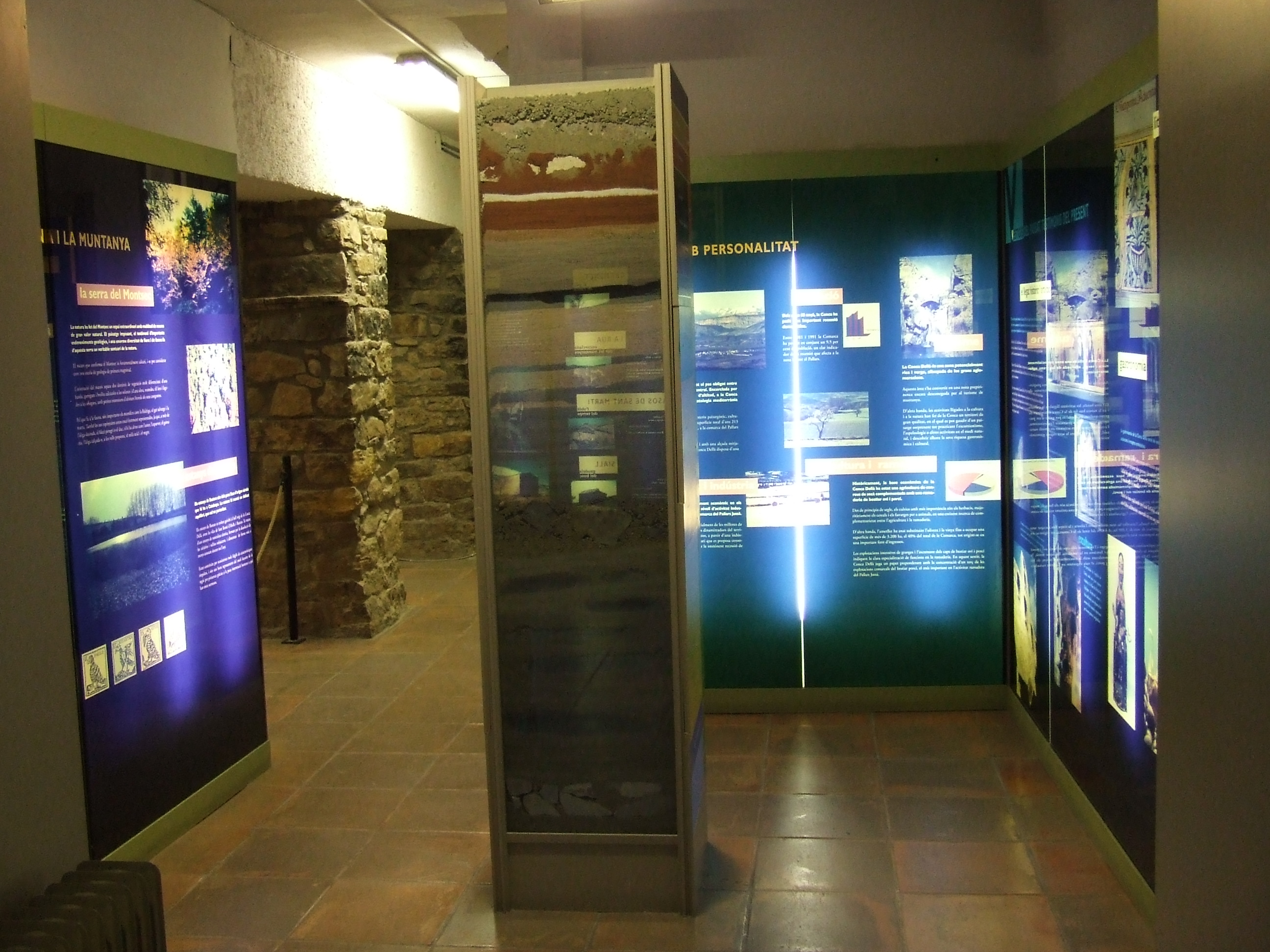
Planta baixa, dedicada a la Conca Dellà

La planta baixa, la d'entrada, està dedicada a la riquesa cultural i geogràfica dels pobles que integren la Conca Dellà.

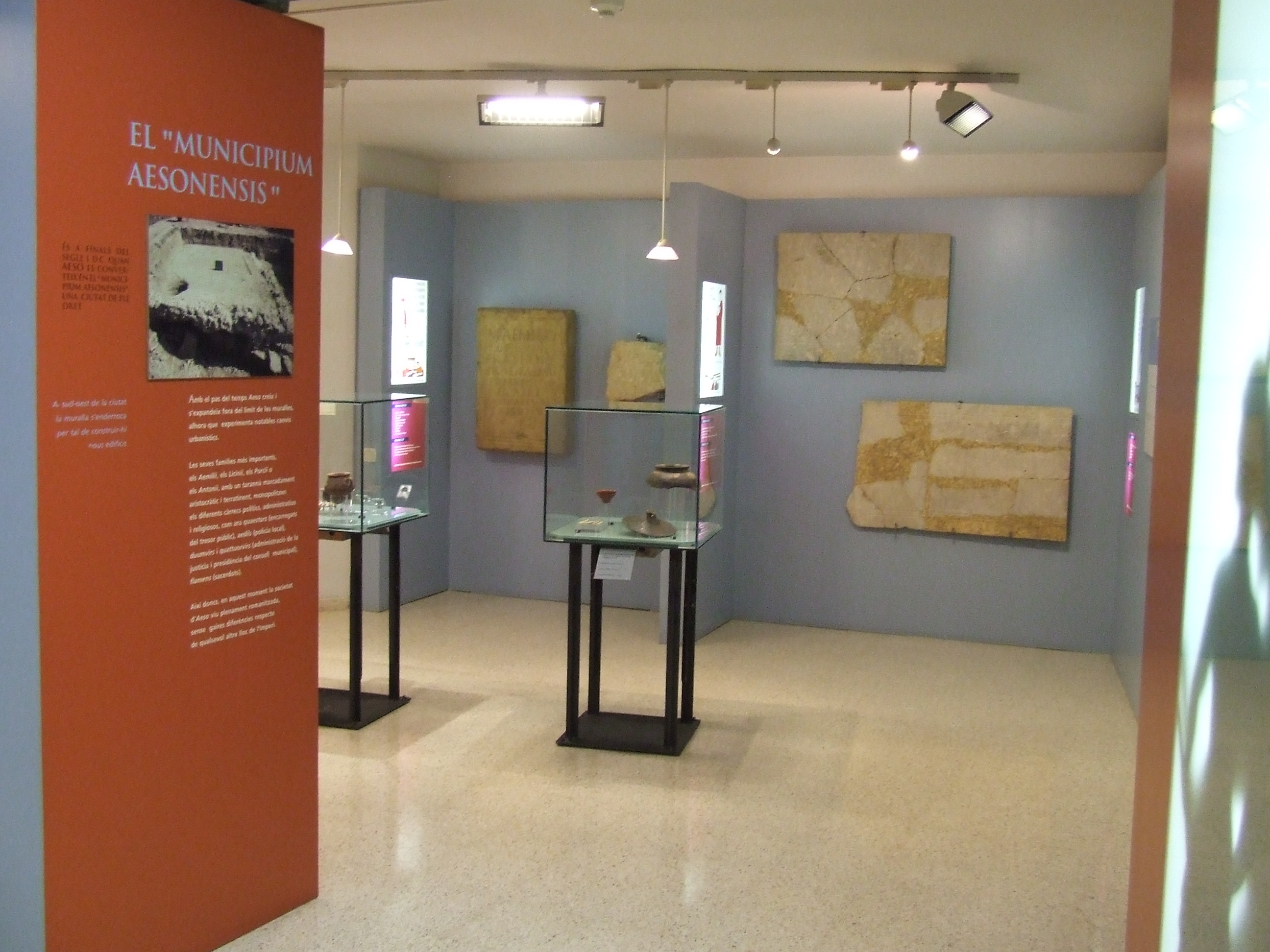
Primer pis, dedicat a la història d'Isona

El primer pis està íntegrament dedicat a la ciutat romana d'Aeso, amb el recull de totes les dades fetes en les excavacions dutes a terme a Isona al llarg dels temps i de les restes trobades en diferents indrets de la Conca Dellà, incloent-hi, a més del terme municipal d'Isona i Conca Dellà, el d'Abella de la Conca.
Al segon pis es troba l'espai dedicat al període Cretaci, 65 milions d'anys enrere, amb totes les dades sobre dinosaures i altres éssers contemporanis seus trobades a la Conca Dellà.

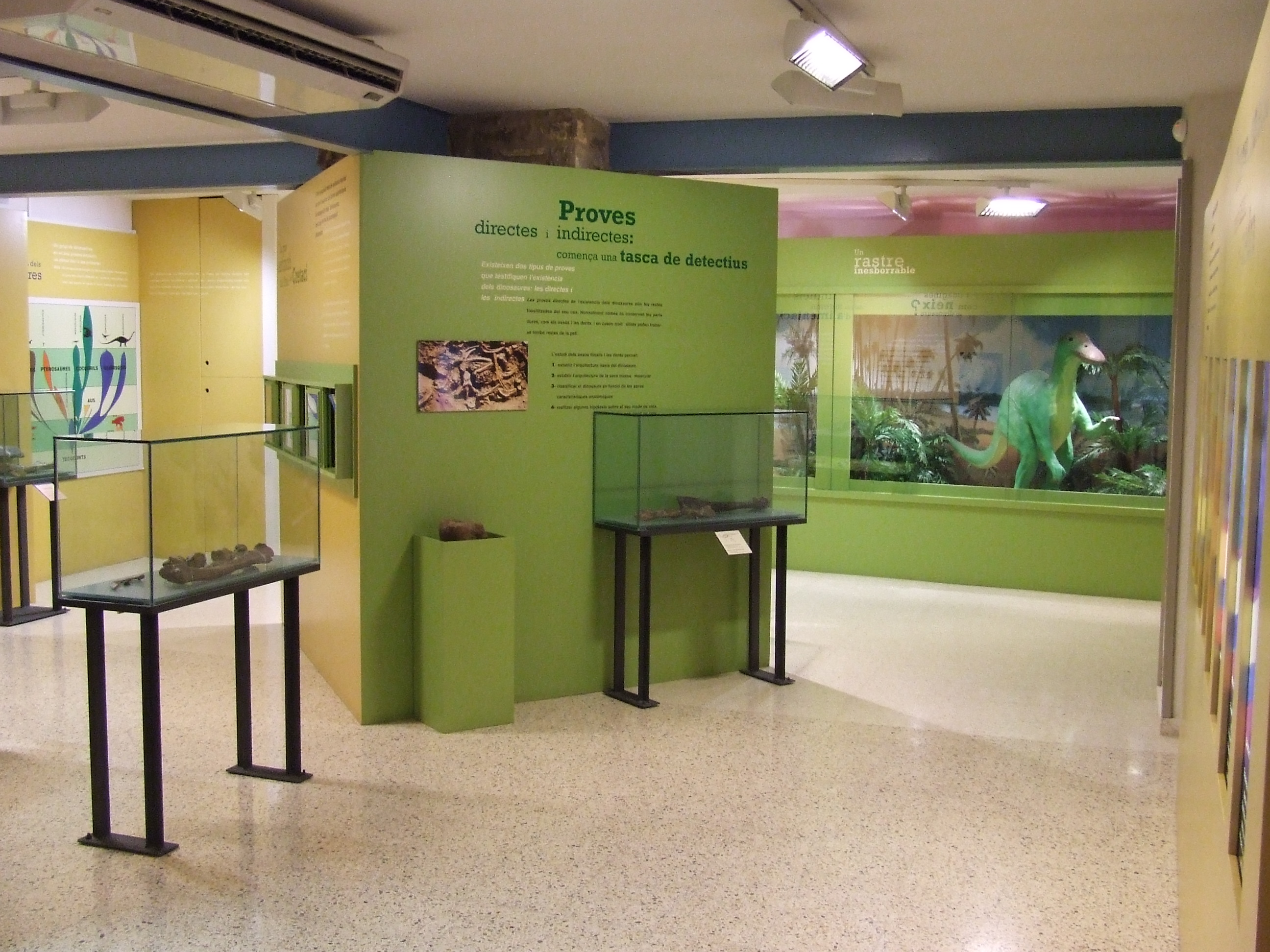
Segon pis, dedicat a l'època dels dinosaures

A l'escala que uneix les diferents plantes del pis hi ha, en forma d'espiral i mitjançant figures retallades en figures bidimensionals, l'escala evolutiva des dels éssers més antics, situats al capdamunt de l'escala, fins als nostres dies, representats per un paracaigudista, emplaçat al capdavall de tot.
Les parets de l'escola mostren nombroses fotografies que acompanyen l'escala anteriorment descrita, amb profusió de fòssils trobats a la Conca Dellà i a altres llocs.

## Serveis
El Museu disposa d'un servei de visites guiades i d'un programa pedagògic al servei de les escoles i instituts. Les visites guiades inclouen amples i imaginatives ofertes, des de rutes a peu que inclouen el Museu i el Parc Cretaci, fins a viatges en globus per conèixer la Conca Dellà des de l'aire, incloent-hi un viatge amb tren des de Lleida i tota mena de visites a la carta.
Els programes pedagògics, també força variats, poden estar dedicats als dinosaures, a l'arqueologia, a la natura, o bé ofertes més lúdiques per als més petits. La pàgina web del Museu inclou amples informacions sobre aquests serveis.

## Horaris
El Museu és obert pràcticament tot l'any, llevat de la majoria de dilluns. Del 16 de setembre al 30 de juny, és obert de dimarts a dissabte d'11 a 2 i de les 5 a les 7 de la tarda; el diumenge i els dilluns festius, d'11 a 2. A l'estiu, de l'1 de juliol al 15 de setembre, obre cada dia d'11 a 2 i de 5 a 7 de la tarda. Aquest darrer horari s'aplica tota la Setmana Santa, de dilluns a diumenge, mentre que el Dilluns de Pasqua s'aplica l'horari de diumenge, d'11 a 2.